# Stanford (Montana)
Stanford ist eine Town im Judith Basin County im US-Bundesstaat Montana und Sitz der Countyverwaltung.

## Geographie
Stanford befindet sich in der Mitte von Montana. Die Stadt bedeckt eine Fläche von 1,1 km².

## Demographie
Zum Zeitpunkt der Volkszählung im Jahr 2000 lebten 454 Menschen in Stanford. Das Durchschnittseinkommen lag pro Haushalt bei 22.679 Dollar und pro Familie bei 34.479 Dollar. 9,7 % der Familien und 13,8 % der Stadtbevölkerung leben unterhalb der Armutsgrenze.

## Söhne und Töchter
- Albert Henry Ottenweller (1916–2012), römisch-katholischer Bischof von Steubenville

## Verkehr
Durch den Ort verläuft in Ost-West-Richtung der Montana Highway 200.